# Vánoční trh

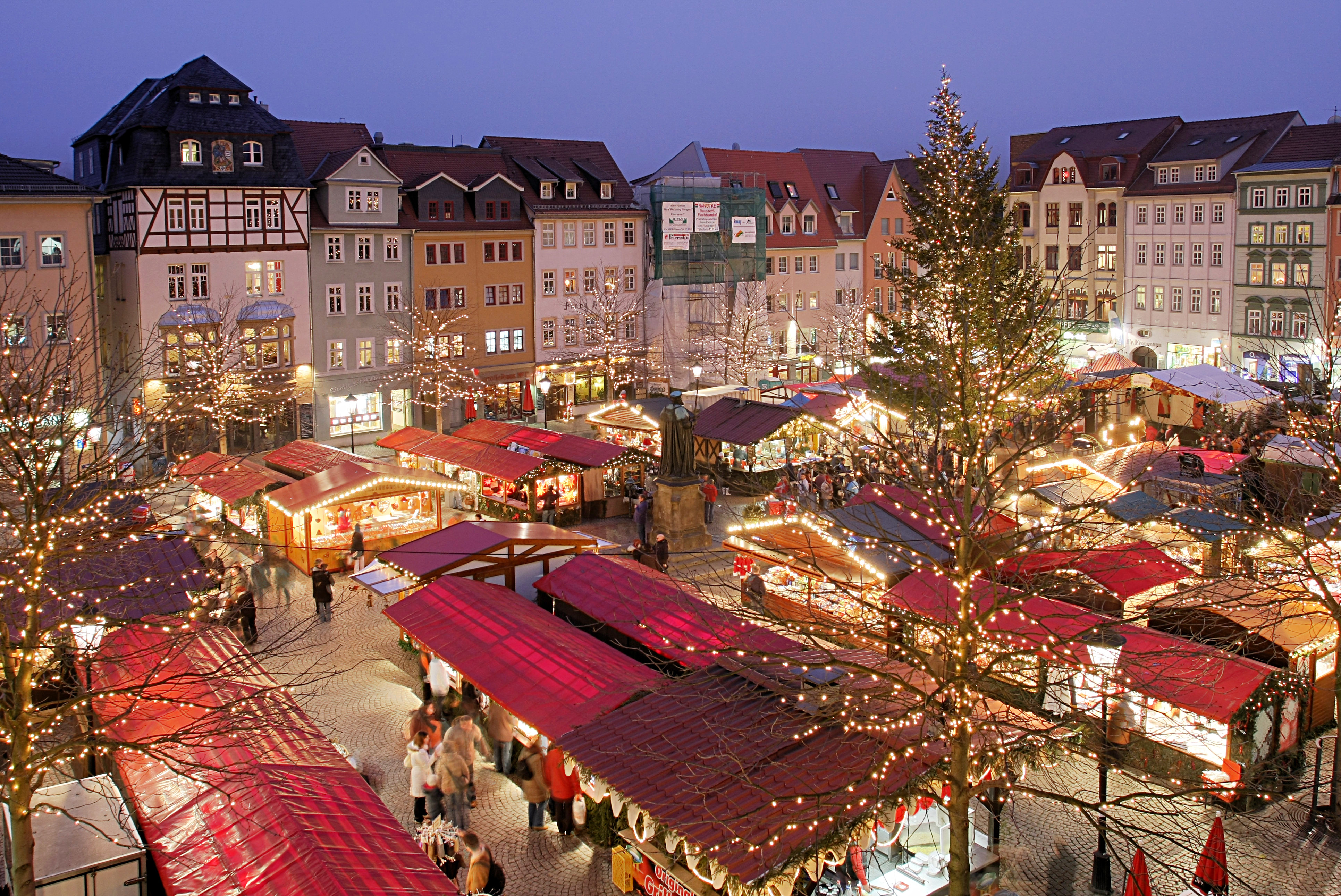
Vánoční trh v německém městě Jena.

Vánoční trh je pouliční trh spojený s oslavou Vánoc během adventu, hlavně 4 týdny před Štědrým dnem. Původ mají ve středověku, v Německu a Rakousku, odkud se rozšířily do celého světa. V průběhu času se trhy staly nedílnou součástí vánočních tradic. Pro většinu skutečné vánoční trhy zahajují Vánoce. Mezi první vánoční trhy patří drážďanské trhy, které se konaly v roce 1434. Trhy ve městě Budyšín se konaly dokonce v roce 1384. Vídeňské trhy sahají až do roku 1294. Původně vánoční trhy sloužily k tomu, aby se lidé na začátku studeného období zásobili před zimním obdobím potravinami, teplým oblečením a dalšími potřebami nutnými pro přežití zimy.

## Stánky
Oblíbenou atrakcí na vánočních trzích jsou stánky, ve kterých si návštěvníci mohou koupit vánoční dekorace či občerstvení. Oblíbené jsou různé dřevěné ozdoby, jako zvířátka z betlému, vánoční dekorace či vonné svíčky. Mezi nejčastější občerstvení patří teplé alkoholické nápoje, jako je teplá medovina, punč či svařené víno. Pro chuť i na zahnání hladu mohou návštěvníci zakoupit různá tradiční jídla, která jsou typická pro zemi, ve které se trhy pořádají. V České republice jsou to nejčastěji české placky, klobásky, langoše či trdelníky.

## Program vánočních trhů
Každé město, které pořádá vánoční trhy, má svůj program, který je k nalezení na oficiálních stránkách nebo v jiných médiích. Téměř všechny trhy napříč českými městy začínají již ke konci listopadu a trvají do Štědrého dne či do konce roku. Jednou z atrakcí je rozsvícení vánočního stromečku, které probíhá zpravidla v jednom z prvních dní od začátku trhů. V ostatních dnech je každodenní program rozvržen do několika hodin, během kterých mohou diváci zhlédnout představení místních základních škol, ale také vystoupení různých oblíbených zpěváků a bavičů. Právě různé hudební kapely jsou často hlavním lákadlem vánočních trhů napříč celou republikou.

## Seznam velkých vánočních trhů v Česku
Řada velkých českých měst každoročně pořádá vánoční trhy, v období od listopadu až do ledna. V roce 2024 se jednalo také o následující města a lokality:
- Vánoční trhy Praha: Staroměstské náměstí, Václavské náměstí, náměstí Republiky, Pražský hrad, náměstí Míru, Malá Strana, Tylovo náměstí
- Vánoční trhy Brno: náměstí Svobody, Zelný trh, Dominikánské náměstí, Moravské náměstí, nádvoří Staré radnice
- Vánoční trhy Ostrava: Masarykovo náměstí, Jiráskovo náměstí, náměstí Dr. Edvarda Beneše, Nová radnice
- Vánoční trhy Olomouc: Horní a Dolní náměstí
- Vánoční trhy Plzeň: náměstí Republiky
- Vánoční trhy České Budějovice: náměstí Přemysla Otakara II.
- Vánoční trhy Opava: Horní náměstí, Dolní náměstí
- Vánoční trhy Liberec: náměstí Dr. Edvarda Beneše
- Vánoční trhy Zlín: náměstí Míru
- Vánoční trhy Karlovy Vary: od Thermalu až po městské divadlo, Mlýnská kolonáda, Dvořákovy sady
- Vánoční trhy Cheb: náměstí Krále Jiřího z Poděbrad
- Vánoční trhy Český Krumlov: náměstí Svornosti[1]